# Aéroport international du roi Khaled
L’aéroport international du roi Khaled (en anglais King Khalid International Airport en arabe مطار الملك خالد الدولي, (code IATA : RUH • code OACI : OERK), ) est situé à 35 kilomètres au nord de Riyad.
Conçu par Hellmuth, Obata & Kassabaum, il a été inauguré en 1983. À l'époque, il était le plus vaste aéroport du monde avec 225 km2, ceci avant l'agrandissement de l'Aéroport international du roi Fahd à Dammam.

## Situation
| Neom Dammam Djeddah Riyadh Médine Al-Hofuf Yanbu Buraidah Abha Al Bahah Haïl Tabuk Ta'if Al-Jawf Al Wajh Arar Bisha Dawadmi Gurayat Najran Qaisumah Rafha Sharurah Al-`Ula Turaif Wadi al-Dawasir |

## Statistiques
Le graphique qui aurait dû être présenté ici ne peut pas être affiché car il utilise l'ancienne extension Graph, désactivée pour des questions de sécurité. Des indications pour créer un nouveau graphique avec la nouvelle extension Chart sont disponibles ici.

Voir la requête brute et les sources sur Wikidata.

## Compagnies aériennes et destinations
| Compagnies                      | Destinations | Refs   |
| ------------------------------- | --- | ------ |
| Aegean Airlines                 | En saison : Athènes E.-Venizélos | [ 1 ]  |
| Air Arabia                      | Charjah |        |
| Air Arabia Egypt                | Borg El Arab |        |
| Air Arabia Jordan               | Amman-Reine-Alia | [ 2 ]  |
| Airblue                         | Lahore-Allama Iqbal, Sialkot |        |
| Air Cairo                       | Assiout, Borg El Arab, Sohag |        |
| Air France                      | Paris-Charles de Gaulle |        |
| Air India                       | Delhi-Indira Gandhi, Cochin, Bombay-Chhatrapati-Shivaji, Trivandrum |        |
| Air India Express               | Kozhikode-Calicut | [ 3 ]  |
| Biman Bangladesh Airlines       | Dacca-Shah Jalal |        |
| British Airways                 | Londres-Heathrow |        |
| EgyptAir                        | Borg El Arab, Le Caire |        |
| Emirates                        | Dubaï |        |
| Ethiopian Airlines              | Addis-Abeba Bole |        |
| Etihad Airways                  | Abou Dabi |        |
| flydubai                        | Dubaï |        |
| Flynas                          | - Abou Dabi, Borg El Arab, - Amman-Reine-Alia, - Antioche, - Assiout, - Manama-Bahreïn, - Beyrouth-Rafic Hariri , - Le Caire, - Damas, - Delhi-Indira Gandhi, - Dubaï Al Maktoum, Dubaï, - Istanbul-S. Gökçen, - Khartoum, - Koweït, - Charjah En saison : Charm el-Cheikh | 2      |
| Flynas                          | - Abha,*Al Bahah, Al Jawf, Bisha, Dammam-roi Fahd, - Jizan Haïl Buraydah, - Gurayat, Djeddah - Roi-Abdelaziz, - Jizan, - Médine-Prince M. Bin Abdulaziz, - Tabuk |        |
| Gulf Air                        | Manama-Bahreïn |        |
| Kuwait Airways                  | Koweït |        |
| Lufthansa                       | Francfort, Munich-F. J. Strauß |        |
| Middle East Airlines            | Beyrouth-Rafic Hariri |        |
| Nesma Airlines                  | En saison : Sarajevo-Butmir Hajj: Banda Aceh-Sultan-Iskandar-Muda | [ 12 ] |
| Oman Air                        | Mascate |        |
| Pakistan International Airlines | Islamabad-Benazir Bhutto, Karachi-Jinnah, Lahore-Allama Iqbal, Multan, Peshawar, Sialkot |        |
| Philippine Airlines             | Manille-N. Aquino |        |
| Qatar Airways                   | Doha-Hamad (suspendu) |        |
| Royal Air Maroc                 | Casablanca-Mohammed-V |        |
| Royal Jordanian                 | Amman-Reine-Alia |        |
| Saudia                          | - Abou Dabi, - Addis-Abeba Bole, - Borg El Arab, - Amman-Reine-Alia, - Manama-Bahreïn, - Bangalore-Kempegowda, - Beyrouth-Rafic Hariri, - Le Caire, - Casablanca-Mohammed-V, - Madras (Chennai), - Colombo-Bandaranaike, - Delhi-Indira Gandhi, - Dacca-Shah Jalal, - Doha-Hamad (suspendu), - Dubaï, - Francfort, - Genève-Cointrin, - Canton-Baiyun, - Hyderabad-R. Gandhi, - Islamabad-Benazir Bhutto, - Istanbul-Atatürk, - Djakarta-S.-Hatta, - Karachi-Jinnah, - Khartoum, - Cochin, - Kuala Lumpur, - Koweït, - Lahore-Allama Iqbal, - Londres-Heathrow, - Los Angeles, - Lucknow-Amausi, - Madrid-Barajas, - Manille-N. Aquino, - Malé Velana, - Milan-Malpensa, - Bombay-Chhatrapati-Shivaji, - Mascate, - New York-John F. Kennedy, - Paris-Charles de Gaulle, - Peshawar, - Rome Léonard-de-Vinci/Fiumicino, - Toronto (Pearson), - Trivandrum , - Washington-Dulles En saison : - Manchester, - Munich-F. J. Strauß, - Nice-Côte d'Azur, - Surabaya-Juanda |        |
| Saudia                          | - Arar, - Abha, - Al Bahah, Al Jawf, - Al Ula (en), - Al Wajh, - Bisha, - Dammam-roi Fahd, - Dawadmi (en), - Buraydah, - Gurayat, - Haïl, - Djeddah - Roi-Abdelaziz, - Jizan, - Médine-Prince M. Bin Abdulaziz, - Najran, - Qaisumah, - Rafha, - Sharurah, - Tabuk, - Taëf, - Turaïf, - Wadi Ad Dawasir, - Yanbu |        |
| SaudiGulf Airlines              | Dammam-roi Fahd |        |
| Shaheen Air                     | Islamabad-Benazir Bhutto, Lahore-Allama Iqbal, Multan, Peshawar, Faisalabad |        |
| SriLankan Airlines              | Colombo-Bandaranaike |        |
| Sudan Airways                   | Khartoum |        |
| Syrian Air                      | Damas |        |
| Tarco Airlines                  | Khartoum |        |
| Turkish Airlines                | Istanbul, Istanbul-S. Gökçen, Trabzon/Trébizonde En saison : Antalya | [ 18 ] |